# ハート・レイ
株式会社ハート・レイ（英文社名；Heart Ray，Inc.）は、東京都渋谷区に本社を置く日本の芸能プロダクション。
かつて存在した芸能プロ「ハーキュリーズ株式会社（英文社名；HERCULES Co.LTD.）」の後継会社にあたる。

## 沿革・概要
- 2011年3月1日付で、JVCエンタテインメント株式会社（2009年1月1日に新設[1]）のタレントマネジメント関連業務を全て引き継ぐ形で「ハーキュリーズ株式会社」を設立。それに伴い、株式会社JVCケンウッドグループからも外れることとなった。
- 2023年3月1日付で、新設立会社「株式会社ハート・レイ」に、所属タレントおよびスタッフ、マネジメント業務を移管した。
- 資本の変遷はあるものの、かつて存在した芸能プロダクション『ヒロ・グループ』（株式会社ヒロ・プロダクション、株式会社ヒロ・エンターテイメント、株式会社ヒロ・プラス）の流れを汲んでいる。
  - 飯島直子・網浜直子・田原俊彦・亜蘭知子が所属していた「株式会社ヒロ・エンターテイメント」(1995年設立)は、音楽プロダクション「ビーイング」関連会社のオフィス・フットワークスが会社清算に伴い所属タレントが移籍・移管する形で設立された会社。「JVCエンタテインメント」のタレント部門に所属していた飯島と網浜はハーキュリーズへ移ったが、アーティスト部門に所属していた田原と亜蘭や業務提携の織田哲郎と相川七瀬はフォーミュラエンタテインメントへ移籍。2016年にフォーミュラがマネジメントから撤退した事から、ジェイロックの関連会社J-BRAVEへ移籍、現在に至る。

## 所属タレント
- 柳沢慎吾
- 綱浜直子
- 飯島直子
- 白石美帆
- 一戸奈美
- 湯浅美和子
- 袴田裕幸
- 長井梨紗
- あぢゃ
- やない由紀
- 内田三香子
- 巻野わかば
- 星野梨華
- 定平佳子
- 大坪あきほ
- 大圃研

## かつて所属していたタレント
- 市毛良枝
- 柏原崇[2]
- 末永遥
- 高橋ひとみ[3]
- 多岐川裕美
- 疋田英美
- 藤田瞳子
- 前原エリ
- 日記
- 湯江健幸
- 土肥美緒
- 高畠華澄
- 小野明日香[4]
- Mino
- 大沼えり子
- 石神澪
- 古原靖久
- 五代高之

## 業務提携
- オレガ